# John Treadwell Nichols
Pour les articles homonymes, voir Nichols.
John Treadwell Nichols est un ichtyologiste et un ornithologue américain, né le 11 juin 1883 et mort le 10 novembre 1958.

## Biographie
En 1913, il fonde Copeia qui deviendra le journal officiel de l’American Society of Ichthyologists and Herpetologists en 1923. En 1916, il décrit avec Louis L. Mowbray (1883-?) le pétrel des Bermudes, Pterodroma cahow, qui avait été redécouvert en 1906 par Mowbray alors que l’on pensait l’espèce disparue depuis près de trois siècles. De 1920 à 1941, il est conservateur associé, responsable du département d’ichtyologie au sein de l’American Museum of Natural History. Nichols est l’auteur d’un millier de publications et de livres (sur les poissons et sur les oiseaux). Il fait de nombreuses expéditions scientifiques à travers le monde.
En 1921, à Long Island, il capture un spécimen de Terrapene carolina carolina Linnaeus, 1758 et le marque du matricule JN21-21. Cette tortue est capturée à nouveau par un garde du parc en 1990. Cet individu, âgé de 103 ans, est sans doute le plus âgé de Long Island.

## Liste partielle des publications
- Fishes in the Vicinity of New York City
- The Freshwater fishes of China
- Field book of fresh-water fishes of North America north of Mexico
- Marine Fishes of New York and Southern New England
- Fishes and Shells of the Pacific World
- Representative North American Fresh-Water Fishes

## Source
- Traduction de l'article de langue anglaise de Wikipédia (version du 2 octobre 2006).